# Småpetunior
Småpetunior (Calibrachoa) är ett släkte av skattor, som ingår i familjen potatisväxter.

## Arter
Enligt Catalogue of Life:
- Calibrachoa caesia
- Calibrachoa cordifolia
- Calibrachoa dusenii
- Calibrachoa eglandulata
- Calibrachoa elegans
- Calibrachoa ericifolia
- Calibrachoa excellens
- Calibrachoa felipponei
- Calibrachoa heterophylla
- Calibrachoa humilis
- Calibrachoa irgangiana
- Calibrachoa linearis
- Calibrachoa linoides
- Calibrachoa longistyla
- Calibrachoa micrantha
- Calibrachoa missionica
- Calibrachoa ovalifolia
- Calibrachoa paranensis
- Calibrachoa parviflora
- Calibrachoa pubescens
- Calibrachoa pygmea
- Calibrachoa regnellii
- Calibrachoa scabridula
- Calibrachoa sellowiana
- Calibrachoa sendtneriana
- Calibrachoa serrulata
- Calibrachoa spathulata
- Calibrachoa thymifolia